# Воршево
Воршево — село в Путятинском районе Рязанской области, входит в состав Строевского сельского поселения.

## Географическое положение
Село расположено на берегу реки Ворша в 11 км на запад от центра поселения села Строевское и в 4 км на север от райцентра села Путятино.

## История
Село Воршево упоминается в Рязанских платежных книгах за 1628 год, где говорится, что в селении имеется деревянная церковь Воскресения Христова. В окладных книгах записано, что «приход у той церкви небольшой и служит там только один дьячок Карпик Петров, а священника вовсе нет уже восемь лет». В приходе состоят 6 дворов местных помещиков, 17 крестьянских и 3 бобыльских двора. В казну церковь платит 15 алтын 1 деньгу дани. В 1784 году старый сельский храм сильно обветшал. Поэтому его было решено сломать и построить новую церковь. С этой просьбой сельчане обратились к церковному начальству и получили «добро». Так как приход был небольшой, то собрать нужную сумму денег для строительства сразу не удалось. Стройка затянулась на 20 с лишним лет. В 1809 году в новом храме устроили придел в честь Косьмы и Дамиана. В марте того же года состоялось освящение Воскресенской церкви. В 1850 году Воскресенскую церковь перестроили и обновили. С 1884 по 1912 год церковным старостой являлся сапожковский купец Дм. Гавр. Попов, награжденный золотой и серебряной медалью за долголетнюю службу и пожертвования на строительство нового каменного храма. На стене храма сохранилась металлическая табличка с надписью: «Заложен храм сей 21 августа 1894 года. Окончен постройкою 6 октября 1896 года. Освящен 15 октября 1900 года». Центральный алтарь был освящен в честь праздника «Воскресение словущее». Храм имел два придела: левый – в честь Св. Николая Чудотворца, правый – в честь Св. Бессребреников и чудотворцев Космы и Дамиана. Церковь покрыта железом, колокольня также каменная и крыта железом.
В XIX — начале XX века село входило в состав Путятинской волости Сапожковского уезда Рязанской губернии. В 1906 году в селе был 131 двор.
С 1929 года село являлось центром Воршевского сельсовета Шиловского района Рязанского округа Московской области, с 1935 года — в составе Путятинского района, с 1937 года — в составе Рязанской области, с 1963 года — в составе Шиловского района, с 1977 года — в составе Путятинского района, с 2005 года — в составе Строевского сельского поселения.
До 2011 года в селе работала Воршевская основная общеобразовательная школа.

## Население
| 1859 | 1897  | 1906  | 2010 |
| ---- | ----- | ----- | ---- |
| 973  | ↗1153 | ↗1209 | ↘208 |

## Достопримечательности
В селе расположена действующая Церковь Воскресения Христова (1896).